# Corophium tuberculatum
Corophium tuberculatum är en kräftdjursart som beskrevs av Robert Alan Shoemaker 1934. Corophium tuberculatum ingår i släktet Corophium och familjen Corophiidae. Inga underarter finns listade i Catalogue of Life.